# Marienkapelle (Ensmannsreut)
Die Marienkapelle bei Ensmannsreut ist eine 1708 erbaute und 1997 bis 1998 erneuerte Feldkapelle südlich des Dorfes Ensmannsreut in der Gemeinde Waldkirchen im Landkreis Freyung-Grafenau in Niederbayern.

## Geschichte

### Gründungslegende
Ein wesentliches Element barocker Volksfrömmigkeit war die Stiftung von Kapellen, von Marter- oder Bildsäulen in der Flur, kleinen Andachtsstätten, die oft auch Ziele von Prozessionen wurden und sich mitunter zu Wallfahrtsorten entwickelten.
So hatten auch einige der 10 Bauern im Dorf Ensmannsreut in der Pfarrei Waldkirchen gegen Ende des 17. Jahrhunderts „verlöbdt und versprochen, an dem Khürchweg durch ihre Traidtfelder ein gemauerte Figur oder Martersäul setzen und aufrichten zulassen, damit vorbeygehende disto ehender zuer Andacht bewegt wurden, auch der allmächtige Gott ihre liebe Feldfrücht vor allem schädlichen Ungwitter allergnädigst behüetten wolle...“ Die Verwirklichung dieses Vorhabens verzögerte sich aus unbekannten Gründen – und die Bauern starben. Da sahen Jahre später ihre Nachkommen „zur Zeitten nächtlicherweil an diesem Kürchweg etliche Liechter, zuweilen zway, auch wol drey Liechtl auf und abgehen und alldort, wo die Martersäul hette sollen hinkhomen, widerumb verschwinden“. Das erschien ihnen als eine Mahnung der Verstorbenen, die versprochene Martersäule zu bauen.
Die Ensmannsreuter trugen ihrem Pfarrherrn in Waldkirchen, Sebastian Bayrst, ihren Wunsch vor. Am 25. Januar 1708 wandte sich dieser an den Passauer Fürstbischof, der damals nicht nur die geistliche, sondern auch die weltliche Obrigkeit in diesem Gebiet darstellte, und ersuchte um die Erlaubnis, neben dem alten Kirchweg von Ensmannsreut nach Waldkirchen eine kleine Andachtsstätte zu erbauen. Am 22. März 1708 gab Fürstbischof Johann Philipp Graf von Lamberg die Genehmigung zur Errichtung einer „Veldt-Figur oder von Gemäuer an offenen Kürchweg und ihren Traydt-Gründen“, jedoch ohne „Stokh oder Opferpixen“. Die Ensmannsreuter bauten dann aber nicht eine Marter- oder Bildsäule, sondern eine kleine Kapelle, in der sie eine hölzerne Marienfigur, eine Kopie der Schwarzen Muttergottes von Altötting, aufstellten und ihre Andachten verrichteten.

### Renovierung 1749

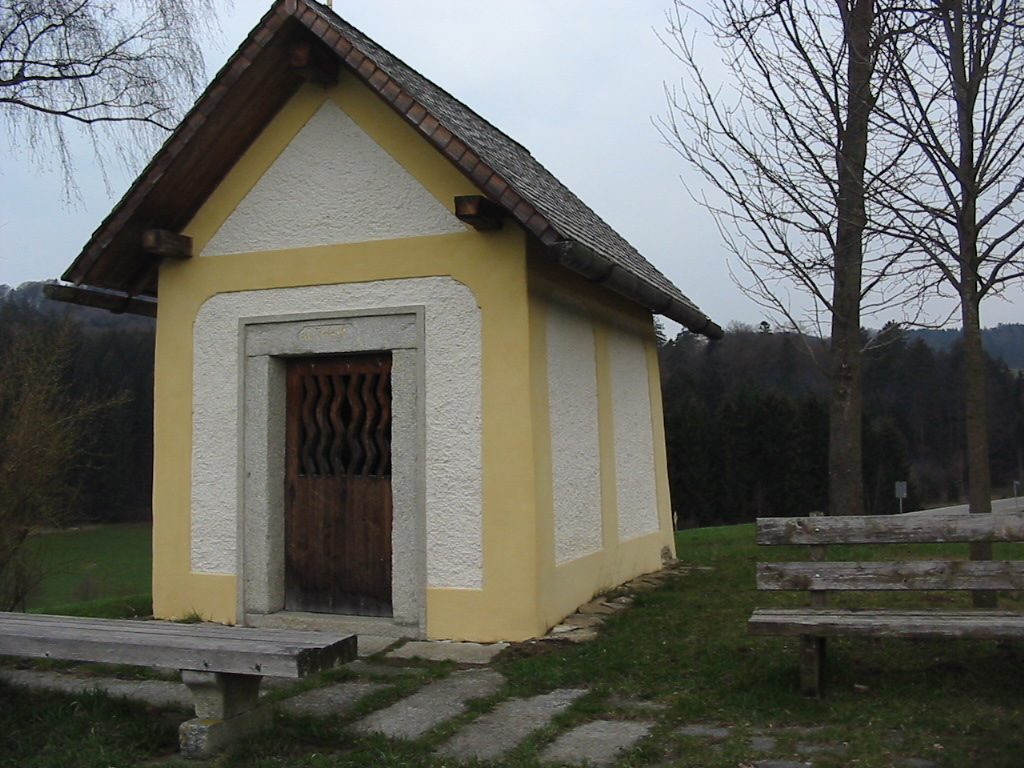
Die Marienkapelle von Ensmannsreut

Diese „klaine Feldt-Capeln, darinnen ain ausgeschniztes Bildnuß, Mariae Öetting vorstellent, bey welcher auch die Dorff-Leut alle Samstag den Rosenkranz abzubetten“, war schon nach 40 Jahren baufällig. Der zuständige Pfarrer, Dekan Johannes Antonius Loraghi, Waldkirchens bedeutendster Pfarrherr (1746–1779), unter dem die Kirchen und Kapellen des Marktes und seines Umlandes eine bemerkenswert qualitätvolle Neugestaltung erfuhren, nahm sich damals auch der Feldkapelle bei Ensmannsreut an. Im Namen der Dorfgemeinde bat er den Fürstbischof Joseph Dominikus Graf von Lamberg um die Bewilligung, die Kapelle neu und etwas größer aufbauen zu lassen, wozu die Ensmannsreuter den Grund und das Geld zu geben und auch die künftige Erhaltung zu übernehmen versprachen. Der Bischof aber, allen „Nebenkirchen“ abhold, genehmigte am 5. Juni 1747 „auf der Gemeinde aigene Unkosten, mithin ohne Entgelt oder Nachtheil der Muetter- oder Filial-Kirchen“ nur eine Reparierung der Kapelle, die nach seinem Willen „in statu quo und ohne Verweitherung“ bleiben sollte. Der beauftragte, kunstbeflissene Dekan Loraghi war enttäuscht, ließ aber die Kapelle instand setzen und im Inneren mit Fresken schmücken, die möglicherweise der aus Salzburg stammende, damals im Auftrag Loraghis in Waldkirchen tätige Maler Johann Matthias Siler schuf. oder dessen Gehilfen schufen. Der granitene Türsturz der Kapelle zeigt noch die Jahreszahl 1749, das Jahr der Fertigstellung der Renovierungsarbeiten.

### Interieur

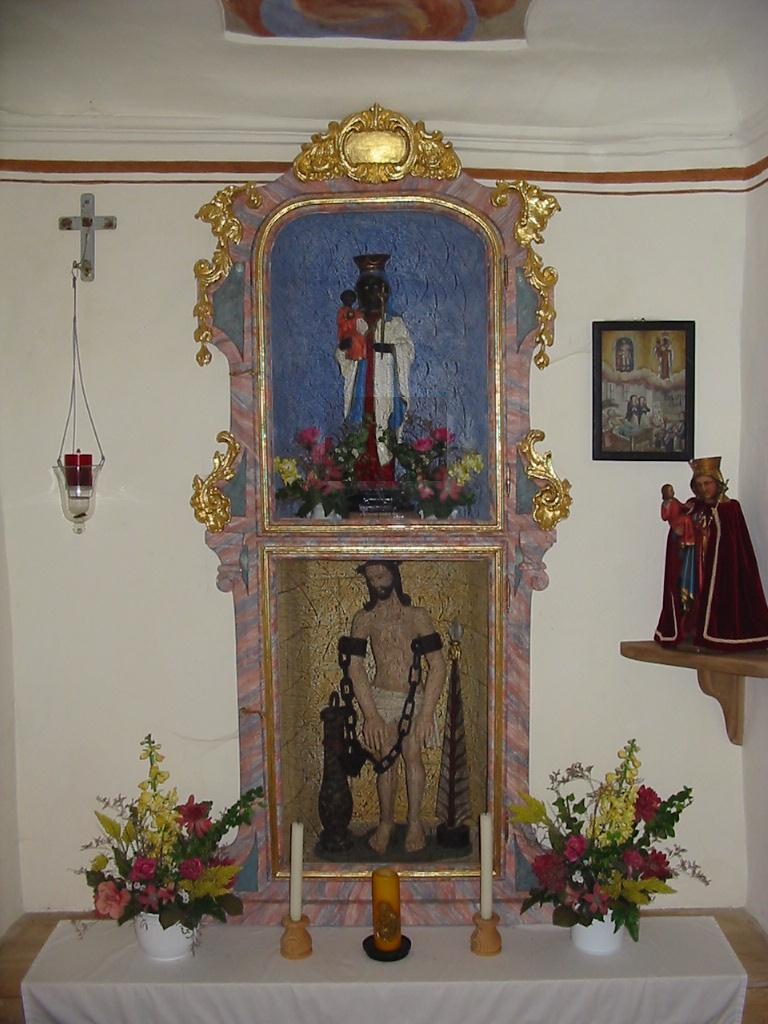
Blick in den Innenraum der Marienkapelle

Vermutlich noch zu Zeiten Dekan Loraghis, der in seiner großen Pfarrei die Verehrung des „Gegeißelten Heilands in der Wies“ begründete, sicher aber vor 1794, kam denn auch eine hölzerne Kopie des Gnadenbildes in der Wieskirche bei Steingaden in die Ensmannsreuter Flurkapelle, die sich damals zu einer lokalen Wallfahrtsstätte entwickelte.
Bei der amtlichen Grundaufnahme im Jahre 1840 erklärte der Gemeindeausschuss der Landgemeinde Böhmzwiesel mit seinem Vorstand Mathias Kanamüller die im südlichen Teil des großen Kirchenfeldes auf dem „Steinbuckel“ stehende Kapelle als „ludeigenen“, also freien, „unfürdenklichen Besitz“ der aus 10 Bauern bestehenden Dorfgemeinde Ensmannsreut. Seit 1930 wurden in der Flurkapelle auch die Maiandachten abgehalten.
Der kleine Steinbau mit seinen spätbarocken, wiederholt übermalten Fresken, darstellend links die Heiligen Antonius von Padua, Stephanus und Sebastian, rechts Johannes von Nepomuk und Florian, an der Decke die Krönung Mariens, wurde mehrmals, zuletzt unter dem Böhmzwieseler Pfarrer Karl Grasser 1955, oberflächlich ausgebessert. Um die Erhaltung der Kapelle nahmen sich jahrzehntelang die Familien Alois Ammerl und Josef Parockinger in Ensmannsreut an. Die Kapelle enthielt damals in einer oben von Muschelwerk umrahmten, quergeteilten Nische zwei derbe, wohl noch aus dem 18. Jahrhundert stammende, jedoch stark übermalte Holzfiguren: oben die Himmelskönigin von Altötting und unten den Heiland an der Geißelsäule, den sogenannten Wies-Christus. An den Wänden hingen zahlreiche, auch volks- und trachtenkundlich bedeutsame Votivbilder auf Holz, die ältesten datiert 1794, 1798 und 1804. Den kleinen Stahlstichkreuzweg und den Opferstock stiftete um 1955 Maria Ambros aus Waldkirchen-Bahnhof. Leider wurden im Sommer 1975 die alte Marienfigur sowie die Votivtafeln (mit Ausnahme der einen von 1804) aus der Kapelle gestohlen. Die älteste, jetzt verschollene Votivtafel von 1794 (im Wolfsteiner Landkreisbuch von 1968 noch farblich abgebildet) zeigte die an einem Krankenlager betende neunköpfige Familie des Votanten in bäuerlicher Tracht, darüber die Darstellungen der Gottesmutter von Altötting und des Gegeißelten Heilands von der Wies.

### Restaurierung 1997–1998
Nachdem die Flurkapelle schwere Bauschäden zeigte und doch als Andachtsstätte und Kulturdenkmal erhalten werden sollte, entschloss sich der 1994 gegründete, ursprünglich nur den Neubau einer Dorfkapelle anstrebende Kapellenverein von Ensmannsreut unter dem Vorsitz von Ernst Stockinger zu einer umfassenden Sanierung und Restaurierung. Über 75.000 DM mussten – neben den vielen Eigenleistungen – bar aufgebracht werden. Mit Hilfe von namhaften Zuschüssen konnte 1997 dank des Einsatzes der Ensmannsreuter die barocke Flurkapelle gerettet und von dem Restauratoren-Ehepaar Bernhard und Ludwina Kellhammer aus Kellberg wiederhergestellt werden, wobei sie auch anstelle des jüngeren Ziegeldaches wieder ein Schindeldach erhielt. Die Marienkapelle bei Ensmannsreut wurde am 3. Mai 1998 neu eingeweiht.
Die Ensmannsreuter Kapelle ist heute Teil des Kapellenwanderwegs Böhmzwiesel, dem entlang neben der Pfarrkirche 18 Kapellen, Wegkreuze und Bildsäulen im Umkreis von Böhmzwiesel zu besichtigen sind. Im Landkreis Freyung-Grafenau gibt es neben der Marienkapelle noch einige weitere Kapellen aus dem Barock wie die Karolikapelle in Waldkirchen, die St. Koloman-Kapelle bei Exenbach, die Wieskapelle bei Wollaberg oder die Kapellen in Unterseilberg und Schwendreut.